# Emilio Sempris
Emilio Luis Sempris Ceballos (Ciudad de Panamá, 8 de febrero de 1973) es un sostenibilista, científico y beisbolista panameño. Fue ministro de ambiente de Panamá del 18 de marzo de 2017 al 30 de junio de 2019 y director general del Centro del Agua del Trópico Húmedo para América Latina y el Caribe (CATHALAC) entre 2002 y 2012. En 2021, fue designado como Asesor Distinguido del Consejo de Integridad del Mercado de Carbono (ICVCM).

## Biografía
Nació el 8 de febrero de 1973 en la Ciudad de Panamá. Es hijo de María Elena Ceballos Périé y Emilio Sempris Ubillús, ambos con ascendencia francesa. Está casado con Rita Spadafora y es padre de Giulia Sempris Spadafora y Lucia Sempris Spadafora. Es nieto del reconocido músico Emilio Sempris Level. 

### Educación
Egresado del Instituto Nacional de Panamá (1990), obtuvo el título de meteorólogo en la Universidad de Panamá en 1995. Recibió una beca del Programa Fulbright CAMPUS X en 1996 y se graduó de licenciado en Ciencias de la Tierra en la Universidad de Maine en 1998. Al año siguiente, fue becado por el programa de OEA y OLADE para participar en el seminario de Desarrollo Sostenible en la Gestión Energética y Ambiental en la Universidad de Calgary en Canadá. En 2021, obtuvo una maestría en sostenibilidad en la Universidad de Harvard.

### Carrera Profesional

#### Cambio climático
Ente 1998 y 2001, fue contratado por el Programa de las Naciones Unidas para el Desarrollo y CATHALAC para establecer el Programa Nacional de Cambio Climático, elaborar la Primera Comunicación sobre Cambio Climático de Panamá y establecer la Unidad de Cambio Climático dentro de la Autoridad Nacional del Ambiente (actualmente, Dirección Nacional de Cambio Climático del Ministerio de Ambiente). Entre 2004 y 2009, fungió como miembro del Consejo del Fondo Mundial para el Medio Ambiente (FMAM). Desde 1998, has sido negociador en las COPs de cambio climático.  En 2003 ingresa como Afiliado Internacional de la Corporación Universitaria para la Investigación Atmosférica. Fungió como rapporteur del Cuerpo Subsidiario de la CMNUCC los años 2004 y 2005. Entre 2002 y 2008, impulsó el primer proyecto regional de adaptación al cambio climático. Copresidió la Coalición de Países con Bosques Tropicales entre 2014 y 2016, siendo parte del equipo que logró la inclusión del artículo 5 sobre REDD+ en el Acuerdo de París. En 2021, fue designado como Asesor Distinguido del Consejo de Integridad del Mercado de Carbono (ICVCM).

#### CATHALAC
En 2002, fue designado director general de CATHALAC, cargo que ejerció hasta 2012. Durante su gestión, restructuró el convenio constitutivo intergubernamental del Centro, lanzó los SERVIR y SMIT, impulsó en el establecimiento de las plataformas IABIN y ReliefWeb y lanzó diplomados en Gestión de Recursos Hídricos y en Adaptación al Cambio Climático con la OEA, UNU y UAH. Organizó las Ferias del Agua de Centroamérica y el Caribe. Suscribió Memorando de Entendimiento con el Cuerpo de Ingenieros del Ejército de los Estados Unidos.

#### Viceministro de Ambiente
En 2015, coordinó el desarrollo del Plan Nacional de Seguridad Hídrica 2015-2050: Agua para Todos. La OEA reconoció dicho plan como pionero. Impulsó el aumento de los recursos GEF asignados al Programa de Pequeñas Donaciones, con énfasis en Darién. Ese mismo año propuso un mecanismo regional para reducir o compensar las emisiones regionales en los sectores transporte marítimo internacional, electricidad, finanzas y REDD+.

#### Ministro de Ambiente
Impulsó la planificación de largo plazo lanzando la Estrategia Nacional de Biodiversidad y Plan de Acción 2050, la Estrategia Nacional Forestal 2050 la Estrategia Nacional de Cambio Climático 2050 y la Política Nacional de Humedales. En 2018, lanzó el Fideicomiso de Agua, Áreas Protegidas y Vida Silvestre, más conocido como Fondo Verde. Suscribió convenios de cooperación con ONGs nacionales e internacionales. En 2019, por medio del Decreto Ejecutivo n.º 36, lanzó la plataforma virtual PREFASIA para evaluar y fiscalizar los estudios de impacto ambiental a nivel nacional.

### Vida deportiva

#### Béisbol
En 1984 y 1985, representó a Panamá Metro en los Campeonatos Nacionales Interprimarios organizados por el Ministerio de Educación. En 1985, fue miembro de la selección nacional de béisbol que participó en el Campeonato Sudamericano de COPABE en Cartagena de Indias, Colombia. En 1988 debido a la crisis económica en Panamá se suspendieron los torneos nacionales en las categorías menores de béisbol y la participación en torneos internacionales. En 1990 tuvo una fractura en la mandíbula durante un entrenamiento en el estadio Juan Demóstenes Arosemena y fue eliminado de la selección juvenil de Panamá Metro. 
En 1991, logró los campeonatos nacionales juvenil y Big League con el equipo de Panamá Metro y fue miembro del equipo de Panamá que obtuvo el quinto lugar en el Campeonato Mundial Big League en Fort Lauderdale, EE. UU. En 1993 fue parte del equipo que representó a Panamá en los VII Juegos Universitarios de Centro América y el Caribe en Tegucigalpa, Honduras, logrando la medalla de bronce. Entre 1993 y 1995 jugó para Panamá Metro en el Campeonato National Mayor. En 1994 logró el Campeonato Nacional, fue líder nacional en triples y quinto el bateo con promedio de.429.  En 1996 obtuvo una Beca del Programa Fulbright para estudiar en la Universidad de Maine, donde participó en la pretemporada del equipo de beisbol de Division I, pero una lesión en ambas manos le impidieron continuar jugando béisbol.

#### Fútbol
Fue portero de las selecciones de fútbol menor, mediana y mayor del Instituto Nacional de Panamá entre 1986 y 1990.

## Reconocimientos
- Campeón Nacional Mayor 1994 con el Equipo de Panamá Metro.
- Campeón Nacional "Big League" 1991 con el Equipo de Panamá Metro.[41]
- Campeón Nacional de Béisbol Juvenil 1991 con el equipo de Panamá Metro.
- Beca Fulbright Campus X para estudiar Ciencias de la Tierra en la Universidad de Maine. 1996.[42]
- Premio de la NASA por el Establecimiento y Operación de SERVIR.2006.[43]
- Reconocimiento por la Cooperación con la NASA. 2007.[44]
- Orden Manuel Amador Guerrero. 2019.
- Reconocimiento por el Apoyo a la Comisión Centroamericana de Ambiente y Desarrollo (CCAD). 2019.
- Reconocimiento por Asociación de Empleados del Ministerio de Ambiente de Panamá.
- Reconocimiento por la Contribución al Desarrollo del Sector Forestal Sostenible. ANARAP. 2019.
- Premio Howard T. Fisher de la Universidad de Harvard. 2020.[45]
- Asesor Distinguido del Consejo de Integridad de los Mercados de Carbono. 2021[46]

## Publicaciones
- Primera Comunicación Nacional Sobre Cambio Climático. Unidad Coordinadora del Programa Nacional de Cambio Climático. Proyecto PNUD-GEF PAN/97/G31.(2000)[5]
- Portafolio Inicial de Proyectos del Mecanismos de Desarrollo Limpio (MDL) de Panamá.(2001)[47]
- Revisión individual del Inventario de Gases de Efecto Invernadero de la Unión Europea (2002).[48]
- Revisión Profunda de la Tercera Comunicación Nacional sobre Cambio Climático de Austria (2003).[49]
- Identificación de áreas críticas para la conservación: Biodiversidad y cambio climático en América Central, México y la República Dominicana.(2008)[50]
- Impactos potenciales del cambio climático en la biodiversidad de Centroamérica, México y República Dominicana (en inglés).(2008)[51]
- Fomento de las Capacidades para la Etapa II de Adaptación al Cambio Climático en Centroamérica, México y Cuba. (2008).[12]
- ¿La Solución Natural? El Papel de los Ecosistemas en la Mitigación del Cambio Climático? (Revisor) (2009)[52]
- La Experiencia de la adaptación al cambio climático en la región de Mesoamérica.(2009)[53]
- América Latina y el Caribe / Atlas de un Ambiente en Transformación. (2009).[54]
- Cobertura Boscosa en Belice (en inglés): 1980-2010.(2010)[55]
- Gráficos Vitales del Cambio Climático para América Latina y el Caribe.(2010)[56]
- Atlas Centroamericano para la Gestión Sostenible del Territorio (Spanish)(2010).[57]
- Cambio Climático y Agua Dulce en América Latina y el Caribe (en inglés).(2012)[58]
- Plan Nacional de Seguridad Hídrica 2015-2050: Agua para Todos.(2015)[59]
- Tercera Comunicación Nacional sobre Cambio Climático.(2018)[60]
- La Estrategia Nacional de Cambio Climático 2050.[29]
- Política Nacional de Humedales de la República de Panamá.(2018)[30]
- Estrategia Nacional de Biodiversidad y Plan de Acción 2050.(2018)[27][61]
- Estrategia Nacional Forestal 2050.(2018)[28]
- Niveles de Referencia de Emisiones Forestales de Panamá.(2018)[62]